# George Kennedy Allen Bell

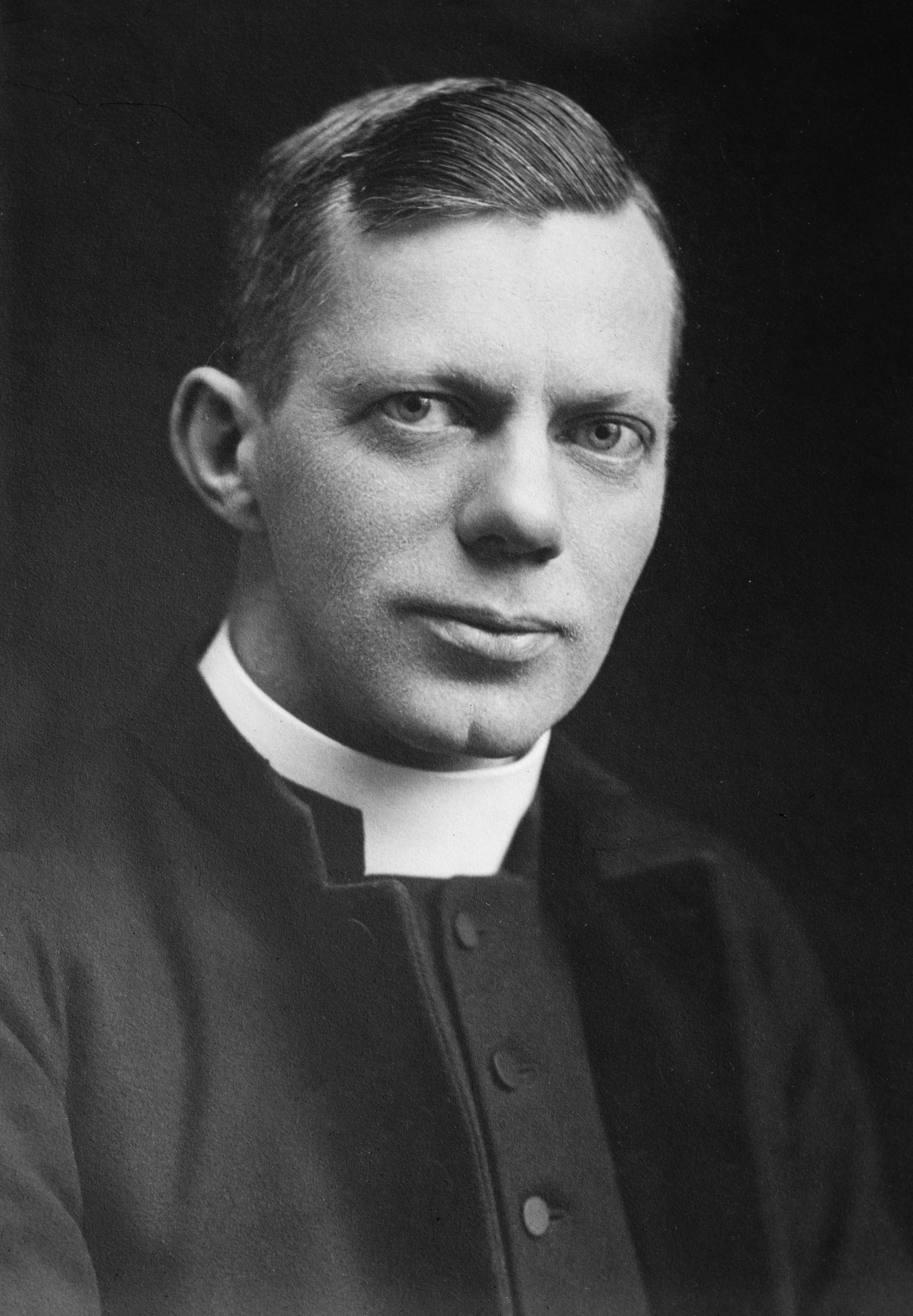
George Bell (1910)

George Kennedy Allen Bell (* 4. Februar 1883 auf Hayling Island, Hampshire; † 3. Oktober 1958 in Canterbury) war Bischof der Church of England (Anglikaner) und führender Vertreter der Ökumene. Er ist in Deutschland und Großbritannien als enger Freund Dietrich Bonhoeffers, als Gegner der britischen Luftkriegsstrategie im Zweiten Weltkrieg und für seine ökumenische Friedens- und Versöhnungsarbeit bekannt.

## Sozial engagierter Ökumeniker
Bell wurde als Sohn des Pfarrers von Hayling Island und späteren Domherrn von Norwich, James Allen Bell, und dessen Frau Sarah Georgina Megaw geboren. Er studierte Theologie in Oxford (England) und wurde 1907 zum anglikanischen Priester geweiht. Dann arbeitete er drei Jahre als Sozialpfarrer in den Slums der englischen Industriestadt Leeds. Seine Aufgabe war die christliche Mission unter den dortigen Industriearbeitern, von denen ein Drittel Inder und Afrikaner aus damaligen britischen Kolonien waren. Dabei lernte Bell viel von den Methodisten, deren Verbindung von persönlichem Glaubensbekenntnis und sozialem Engagement er als Vorbild für seine Kirche ansah.
Im Herbst 1910 ging Bell zunächst für knapp vier Jahre als Studentenpfarrer und akademischer Tutor am Christ Church College zurück nach Oxford. Auch hier war er sozial engagiert. Er gehörte zu den Gründern einer erfolgreichen Konsumgenossenschaft für Studenten und Universitätsangehörige und setzte sich für Siedlungsprojekte (settlements) und Arbeiterbildung durch die W.E.A. (Workers’ Educational Association) ein.

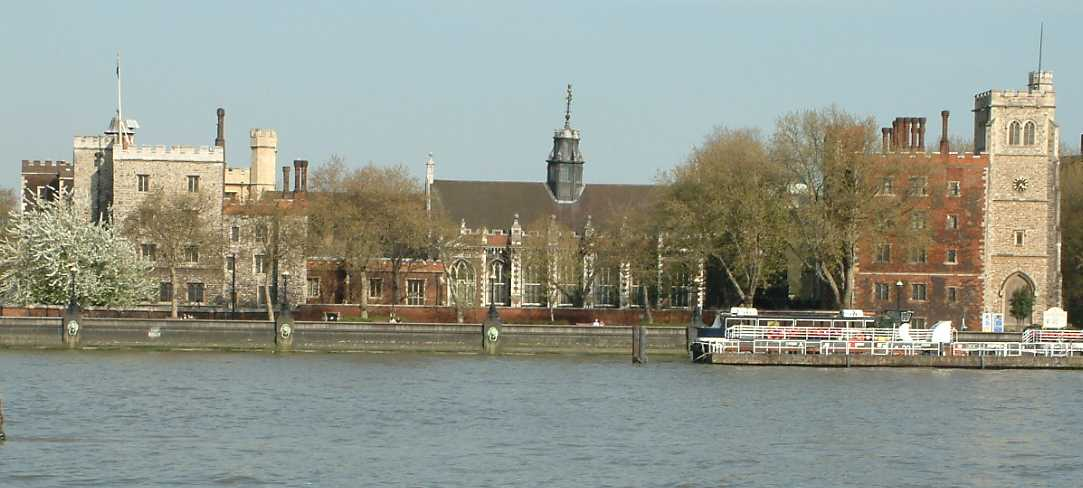
Lambeth Palace, Bells Arbeitsplatz 1914–1925

1914 wurde er Privatsekretär des Erzbischofs von Canterbury im Lambeth Palace und übernahm ein Sonderreferat für internationale und interkonfessionelle Beziehungen. In diesem Amt erreichte er 1915, dass lutherisch getaufte Inder die Arbeit der Leipziger und der Goßner-Mission in Chota Nagpur (Ostindien) fortsetzen durften, nachdem deren deutsche Missionare interniert worden waren. Bis zum Kriegsende engagierte er sich auch für den Johanniterorden, eine überkonfessionelle Aktion zur Rettung von Kriegswaisen und – zusammen mit dem schwedischen lutherischen Erzbischof Nathan Söderblom, einem seiner engsten lebenslangen Freunde – für den Austausch von Kriegsgefangenen. In dieser Arbeit sah er die innerevangelischen Gegensätze immer mehr als belanglos an.
Nach dem Krieg wurde Bell ein hervorragender Initiator und Förderer der noch jungen ökumenischen Bewegung. Als sich der Weltbund für Freundschaftsarbeit der Kirchen 1919 in den Niederlanden erstmals nach dem Krieg erneut traf, regte Bell erfolgreich die Gründung einer Kommission für religiöse und nationale Minderheiten an. Auf der Stockholmer Weltkirchenkonferenz 1925 half er dabei, dass der „Ökumenische Rat für praktisches Christentum (Life and Work)“ zustande kam. Zusammen mit Adolf Deißmann veranstaltete er deutsch-britische Theologentagungen.

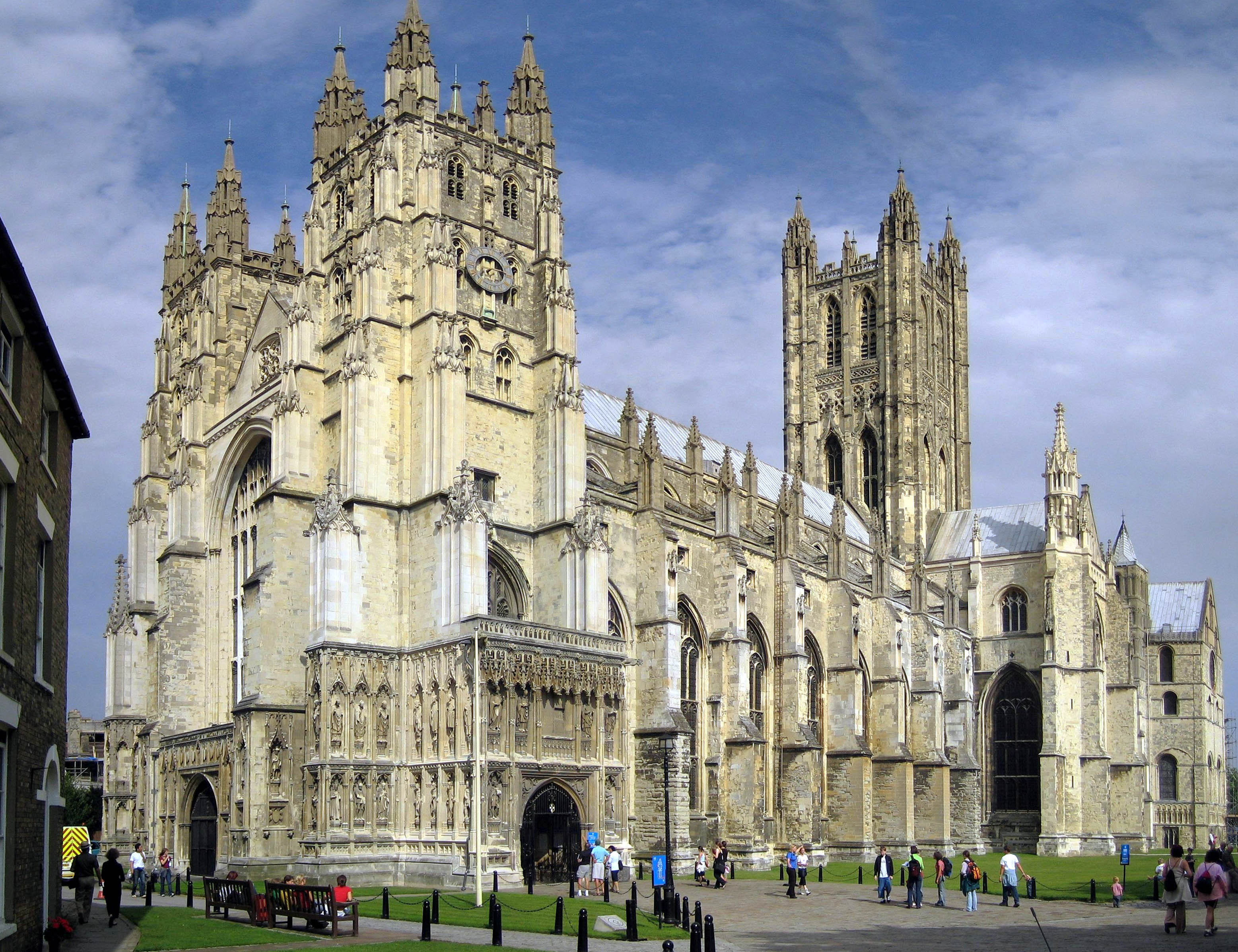
Canterbury Cathedral

Von 1925 bis 1929 war Bell Dompropst (Dean) von Canterbury Cathedral. In dieser Zeit rief er ein Kunstfestival im und um den Dom (Canterbury Festival) ins Leben. Zu dessen Gastautoren gehörten damals u. a. John Masefield, Gustav Holst, Dorothy L. Sayers und T. S. Eliot, dessen Drama Mord im Dom (1935) Bell in Auftrag gab.

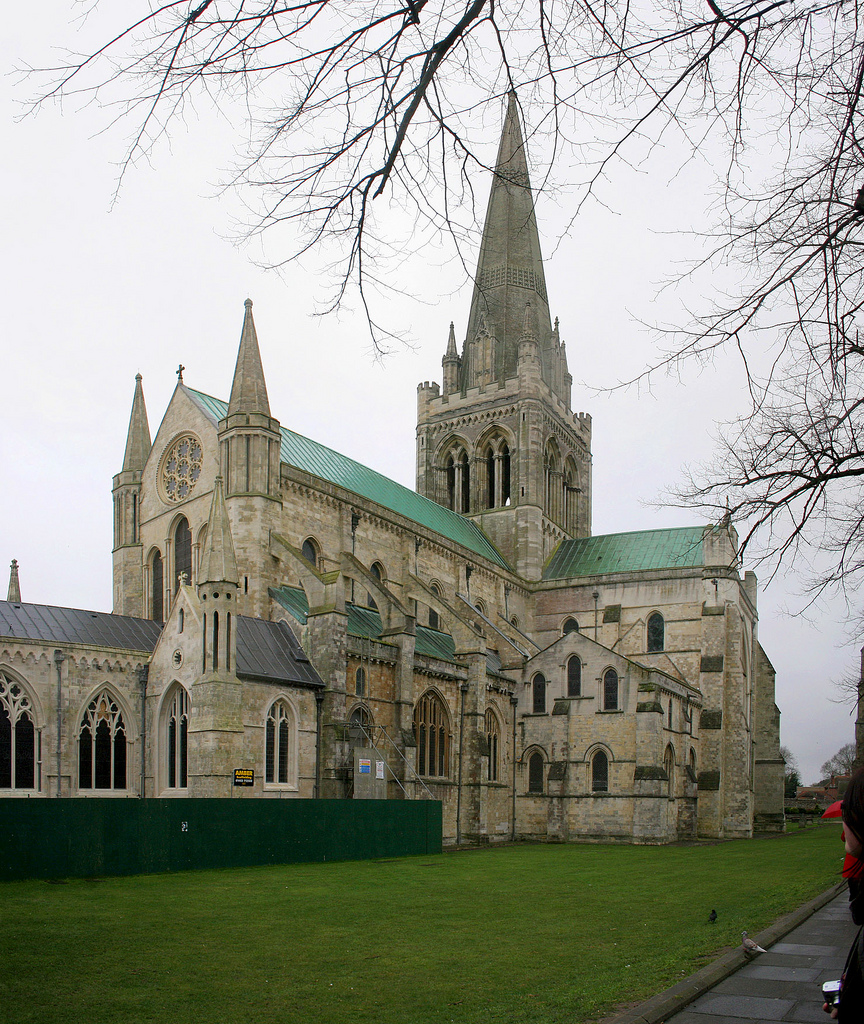
Chichester Cathedral

1929 wurde Bell zum Bischof von Chichester ernannt. In diesem Amt organisierte er Patenschaften zwischen seinem Bistum und von der Weltwirtschaftskrise betroffenen Arbeitern. Er nahm dazu an Treffen der National Union of Public Employees (britische Gewerkschaft für Staatsangestellte) teil, wo er zu seiner Freude als „Bruder Bell“ angeredet wurde. 1931 erhielt er in Chichester auch Besuch von Mahatma Gandhi.
1932 wurde er für zwei Jahre zum Präsidenten von „Life and Work“ beim Ökumenischen Rat in Genf berufen. Bei dessen Berliner Tagung Anfang Februar 1933 wurde er Zeuge der sogenannten Machtergreifung des Nationalsozialismus.

## Verbündeter der Bekennenden Kirche
Ab 1933 nahm Bell regen Anteil am deutschen Kirchenkampf. Im April jenes Jahres erklärte er öffentlich die Sorge der Ökumene über die beginnende Judenverfolgung in Deutschland und trug im September eine Resolution mit, die scharf gegen den Arierparagraphen und seine Übernahme durch Teile der Deutschen Evangelischen Kirche (DEK) protestierte. Schon bei einer Tagung des Weltbundes in Sofia im Herbst 1931 hatte er Dietrich Bonhoeffer kennengelernt. Als dieser im Herbst 1933 für zwei Jahre als Auslandspfarrer nach London ging, entwickelte sich zwischen beiden ein enges Vertrauensverhältnis. Bonhoeffer wurde für Bell zum wichtigsten Informanten über die Vorgänge in Deutschland; Bell informierte seinerseits die britische Öffentlichkeit darüber, unter anderem durch regelmäßige Leserbriefe an die Londoner Times.
Am 1. Juni 1934 proklamierte die Barmer Theologische Erklärung, das Gründungsmanifest der Bekennenden Kirche (BK), die Unvereinbarkeit von christlichem Glauben und Nationalsozialismus und verwarf die Theologie der NS-nahen Deutschen Christen als „falsche Lehre“ (Häresie). Am 6. Juni des Jahres berichtete Bell den versammelten Bischöfen der Church of England davon und erläuterte das für diese schwer nachvollziehbare Bekennen und Verwerfen, also den aktuellen Vollzug einer Scheidung zwischen rechtmäßiger und illegitimer Berufung auf Jesus Christus. Dies war die erste Reaktion in der Ökumene auf die Barmer Erklärung.
1934 sorgte Bell als Präsident der von ihm mit initiierten ökumenischen Bewegung Life and Work dafür, dass die BK-Vertreter Dietrich Bonhoeffer und Karl Koch, Präses der westfälischen Landeskirche, zur ökumenischen Weltkonferenz im dänischen Fanö eingeladen wurden. Als gewählter Jugendsekretär war Bonhoeffer ohnehin für die angegliederte Weltjugendkonferenz zuständig. Bei einer Morgenandacht sprach er die Weltchristenheit als „Ökumenisches Konzil“ an und rief sie zum Aufstehen gegen den drohenden Krieg auf. Auf Anregung Bells verabschiedete die Weltkonferenz gegen den Protest der anwesenden Vertreter der DEK eine Solidaritätserklärung für die BK und deren Kampf. Dabei wurden die Gewaltmaßnahmen der Nationalsozialisten nochmals publik gemacht, darunter die Konzentrationslager.
1936 übernahm Bell den Vorsitz des International Christian Committee for German Refugees („Internationales Christliches Komitee für deutsche Flüchtlinge“). Darin setzte er sich besonders für Judenchristen ein, die damals weder jüdische noch christliche Organisationen unterstützten. Um ihnen zur Auswanderung zu verhelfen, entsandte er seine Schwägerin Laura Livingstone nach Berlin und Hamburg und ließ die Exilierten zeitweise in seinem Privathaus wohnen. Im selben Jahr druckte er in seinem Bistumsblatt ein Gebet für Juden und „nichtarische“ Christen ab:

„Bete für die Juden in Stepney, und Whitechapel, und Bethnal Green; bete für die deutschen Juden; für alle jene, die Schmerzen leiden, die Schande leiden, wegen ihrer Rasse. Bete für jene, die einen jüdischen Elternteil oder Großelternteil haben, und nach ihrem Glauben Christen sind […].“

1937 wurde er als Lord Spiritual Mitglied des Oberhauses. Gleich in seiner ersten großen Rede am 27. Juli 1938 forderte er die britische Regierung zu verstärkter Hilfe für jüdische Flüchtlinge aus Deutschland auf. Er nutzte diesen Einfluss auch, um gezielt Verfolgte des NS-Regimes zu schützen. So konnte er Martin Niemöller, dem bekanntesten Vertreter der BK, das Leben retten, indem er dessen Inhaftierung im KZ Sachsenhausen ab Februar 1938 und später im KZ Dachau in der englischen Öffentlichkeit bekannt machte und als Beispiel für die kirchenfeindliche Haltung des Hitlerstaates brandmarkte. Daraufhin nahm Adolf Hitler 1938 Abstand von Niemöllers geplanter Ermordung.
Mit persönlichen Bürgschaften ermöglichte Bell im Winter 1938/39 90 Menschen die Emigration nach England, vor allem Pfarrersfamilien und vom NS-Regime verfolgten „nichtarischen“ Christen, die die DEK im Stich ließ. Darunter waren Hans Ehrenberg, Pfarrer der Christuskirche Bochum, Dietrich Bonhoeffers Zwillingsschwester Sabine und ihr Mann Gerhard Leibholz, der Künstler Hans Feibusch und der Pfarrer Herbert Friess (Evangelisch-Lutherische Landeskirche Sachsens). Dieser war als Gegner des NS-Regimes und der Deutschen Christen 1939 amtsenthoben worden. Der Jurist Leibholz wurde im Krieg zu einem wichtigen Gesprächspartner Bells über Deutschlands Zukunft. Feibusch erhielt durch Bell Aufträge zu großformatigen Fresken in seiner Diözese und darüber hinaus.
Auch während des Krieges engagierte sich Bell für displaced persons und andere Notleidende, die vom Kontinent nach England flüchteten. Zudem setzte er sich für dort internierte Deutsche und britische Kriegsdienstverweigerer ein.

## Gegner der Flächenbombardements und Helfer des deutschen Widerstands
Schon 1939 schrieb Bell, die Kirche dürfe nicht zum spirituellen Gehilfen eines Staates werden, sondern solle sich für friedliche internationale Beziehungen einsetzen und Stellung gegen Vertreibung, Versklavung und die Zerstörung der Moral beziehen. Sie dürfe nicht aufgeben, ständig wiederholte Vergeltungsschläge oder das Bombardieren der Zivilbevölkerung zu verurteilen. Er drängte die Kirchen dazu, eine gegenüber der Kriegführung ihrer eigenen Länder kritische Haltung einzunehmen.
1940 traf er sich mit einigen ökumenischen Freunden in den Niederlanden, um die Kirchen auf eine gemeinsame Initiative für den Frieden nach dem Sieg über das NS-Regime zu orientieren. Am 17. April 1941 schrieb Bell an die Times: „Es ist barbarisch, unbewaffnete Frauen und Kinder bewusst zum Angriffsziel zu machen.“ Damit widersprach er direkt Winston Churchill, der damals ein Flächenbombardement (area bombing) deutscher Städte plante.
Im Mai 1942 reiste Bell per Flugzeug nach Schweden; die britische Regierung hatte ihn auf eine zweiwöchige goodwill-Tour geschickt, um die kirchlichen und Kulturbeziehungen zu dem neutralen Land zu intensivieren. Hier traf er am 26. Mai in Stockholm Hans Schönfeld und am 1. Juni in Sigtuna für Bell völlig überraschend Dietrich Bonhoeffer, der ihm als Geheimkurier Informationen des deutschen Widerstands übergab. Darunter waren die Klarnamen der Beteiligten in der Wehrmacht und Abwehr an dem geplanten Hitlerattentat und Putsch zum Sturz des NS-Regimes. Um diesen Plan zum Erfolg führen und anschließend um Waffenstillstand verhandeln zu können, baten die Verschwörer die britische Regierung um ein öffentliches Signal, die Deutschen nicht mit den Nationalsozialisten gleichzusetzen.

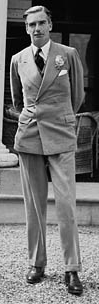
Anthony Eden, 1943

Bell übergab diese Informationen dem britischen Außenminister Anthony Eden. Dieser antwortete jedoch am 17. Juli 1943, weitergehende Kontakte seien „nicht im nationalen Interesse“. Am 25. Juli bat ihn Bell schriftlich, wenigstens öffentlich klarzustellen, „daß die britische Regierung (und die Alliierten) nicht den Wunsch haben, ein Deutschland zu versklaven, das Hitler, Himmler und ihre Mitschuldigen beseitigt haben wird.“ Doch die Alliierten beschlossen auf der Casablanca-Konferenz, den Krieg bis zur bedingungslosen Kapitulation Deutschlands zu führen, und begannen mit dem area bombing. Als erste Attentate auf Hitler scheiterten und einige der Verschwörer bereits inhaftiert waren, versuchte Bell erneut vergeblich eine Kursänderung der britischen Politik zu erwirken. Nach dem Attentat vom 20. Juli 1944 warf er Außenminister Eden vor, dieser habe trotz Wissens um die Beteiligten nichts unternommen, um ihnen rechtzeitig zu helfen.

Am 14. Februar 1943 verurteilte Bell im Oberhaus das area bombing: Es stelle alle humanen und demokratischen Werte in Frage, für die Großbritannien Krieg führe. Dies rief heftige Proteste hervor. Am 9. Februar 1944 beschrieb Bell die Bombardierung deutscher Städte wie Hamburg und Berlin erneut als unverhältnismäßig und damit völkerrechtswidrig:

„Ich möchte die Regierung herausfordern wegen ihrer Politik der Bombardierung feindlicher Städte im gegenwärtigen Umfang, besonders hinsichtlich von Zivilisten, Non-Kombattanten, sowie von nichtmilitärischen und nichtindustriellen Zielen. […] Ich bin mir bewusst, dass bei den Angriffen auf Zentren der Kriegsindustrie und auf Militärtransporte der Tod von Zivilisten unvermeidbar ist, soweit er aus einer im guten Glauben durchgeführten Militäraktion rührt. Aber es muss eine Verhältnismäßigkeit zwischen den eingesetzten Mitteln und dem erreichten Zweck bestehen. Eine ganze Stadt auszulöschen, nur weil sich in einigen ihrer Bereiche militärische und industrielle Einrichtungen befinden, heißt die Verhältnismäßigkeit abzulehnen. […] Ich glaube nicht, dass die Regierung Seiner Majestät die Vernichtung Deutschlands anstrebt. Sie hat die Unterscheidung zwischen Deutschland und dem Hitler-Staat akzeptiert. […] Die Alliierten stehen für etwas Größeres als Macht. Die Hauptinschrift auf unserem Banner ist 'Recht'. Es ist von höchster Wichtigkeit, dass wir, die wir mit unseren Verbündeten die Befreier Europas sind, die Macht so nutzen, dass sie unter der Kontrolle des Rechtes steht. Doch die Bombardierung der Feindstädte, diese Flächenbombardierung, bringt das Thema einer solch grenzenlosen und exklusiven Macht auf, und daher ist es von immenser Bedeutung, wie sie die Politik und die Aktionen der Regierung beeinflusst.“

Die Rede machte die Unterscheidung von Nichtkämpfern (Zivilisten) und Kämpfern (Soldaten) nach Artikel 22 der Haager Landkriegsordnung für die britische Luftkriegsstrategie geltend. Damit löste Bell heftige Tumulte im Oberhaus aus. Dort war der erklärte Gegner des Nationalsozialismus mit seiner Haltung isoliert. Auch im Unterhaus teilten damals nur zwei Abgeordnete der Labour Party seine Kritik am area bombing.
Auch in seiner Kirche war Bell deswegen stark umstritten. William Temple, der als damaliger Erzbischof von Canterbury das höchste, politisch einflussreiche Amt der Anglikanischen Kirche innehatte, weigerte sich, das Bombardieren feindlicher Innenstädte zu kritisieren. Dabei hatte er vor Kriegsbeginn genau diesen konkreten Punkt genannt, an dem die Kirche aufgrund ihrer Lehre vom Gerechten Krieg zum Widerspruch gegen die Politik genötigt sei und zur Kriegsdienstverweigerung aufrufen müsse. Seit dem Blitzkrieg aber rechtfertigte er den britischen Luftkrieg als schicksalhafte Notwendigkeit. Bell dagegen wurde vorgeworfen, mit seinem Protest nur der NS-Propaganda zu helfen.
Im Oktober 1944 starb Temple. Bis dahin hatte Bell als ein geeigneter Nachfolger für das Amt des Erzbischofs von Canterbury gegolten. Doch bei der Nachfolgeregelung wurde er übergangen. Vermutet wurde, dass Premierminister Winston Churchill Bells Aufstieg ins höchste Amt der anglikanischen Kirche wegen dessen Opposition gegen die britische Kriegführung verhindern wollte.
Am 9. April 1945 wurde Bonhoeffer zu seiner Hinrichtung abtransportiert und beauftragte Sigismund Payne Best, seinem Freund George Bell seine letzte Botschaft auszurichten. Bell notierte sich den Wortlaut nach Paynes Mitteilung 1945 wie folgt:

„Tell him (he said) that for me this is the end but also the beginning. With him I believe in the principle of our Universal Christian Brotherhood which rises above all national interests, and that our victory is certain – tell him too that I have never forgotten his words at our last meeting.“

Am 27. Juli 1945 hielt Bell mit Franz Hildebrandt und Julius Rieger in der früheren Holy Trinity Church in London vor tausenden Zuhörern einen Gedenkgottesdienst für Bonhoeffer, den die BBC auch nach Deutschland übertrug. So erfuhren viele Verwandte, Freunde und Schüler Bonhoeffers erstmals zuverlässig von Bonhoeffers Tod.

## Fürsprecher der besiegten Deutschen, Visionär eines versöhnten Europas
Ab Juli 1945 sprach sich Bell für eine politische Selbstbestimmung der Deutschen aus, da es in Deutschland eine von der christlichen Minderheit getragene Widerstandsbewegung gegeben habe. Darum hielt er eine gründliche Abkehr der Deutschen vom Nationalsozialismus und Versöhnung mit ihnen für möglich. Im Oktober 1945 nahm Bell als Vertreter der Ökumene an der ersten Sitzung des neuen Rates der Evangelischen Kirche in Deutschland (EKD) in Stuttgart teil und erhielt von ihm mit seiner Delegation das Stuttgarter Schuldbekenntnis. In seiner Antwort erinnerte Bell an den Holocaust, den das Bekenntnis nicht erwähnte. Danach hielt er hochrangigen Kirchenvertretern in der Marienkirche (Berlin-Mitte) den ersten ökumenischen Gottesdienst nach dem Krieg in Deutschland. Dabei rief er „die ganzen Kirchen der Welt“ zur Versammlung des Ökumenischen Rates auf, der 1948 in Amsterdam neu gegründet wurde. Dort erhielt Bell den Ehrenvorsitz.
Bell war kein Pazifist, aber entschiedener Antifaschist. 1946 beantwortete er die Stuttgarter Schulderklärung mit einem Rückblick auf das Versagen Großbritanniens im Münchner Abkommen von 1938:

„Wir hier in England haben in geradezu verbrecherisch leichtfertiger Weise unsere Verpflichtung verkannt, Friede und Ordnung zu verteidigen; und wenn die Deutschen sich beim Aufstieg Hitlers verhängnisvoll passiv verhalten haben, so war auch unsere und anderer Völker Passivität kaum weniger tadelnswert. Auch wir und unsere Kirchen haben zugeschaut, wie das nationalsozialistische System allmählich überhand gewann über das Leben in Deutschland, und wir waren zu bekümmert oder zu faul, die nötigen militärischen Maßnahmen zur Sicherung der Freiheit Europas zu treffen.“

Im selben Jahr hielt Bell eine vielbeachtete leidenschaftliche Rede in Basel über Europa, Deutschland und die Kirchen, in der er sagte:

„Die Einheit Europas ist das eigentliche Anliegen. [...] Und wir müssen auf Europas Einheit nicht primär vom politischen, sondern zuerst vom kulturellen und dann vom wirtschaftlichen Standpunkt aus blicken. [...] Die christliche Kirche, sei sie protestantisch, katholisch oder orthodox, hat heute überall eine schwere Aufgabe, vor allem in Europa. In Deutschland brachten beide, die protestantische und die katholische Kirche es nicht fertig, dem Volk jene starke moralische Grundhaltung zu geben, die es befähigt hätte, ein solches Regime wie das Hitler-Regime unmöglich zu machen. Vor allem die protestantische Kirche hat zu wenig Interesse für soziale Fragen, Arbeit, Wohnfragen und Frieden gezeigt und war dem Staat gegenüber zu unterwürfig, und die Deutschen sind – allgemein gesprochen – so gelehrig, so undemokratisch vom Temperament her, dass die Verantwortung der Kirche um so größer ist, wenn sie dem Volk das Evangelium verkündet und die Herrschaft Gottes über den Staat und über das Ganze des menschlichen Lebens betont.“

Er sah die zukünftige Aufgabe der Kirchen also darin, diese moralische Grundhaltung, das demokratische und soziale Bewusstsein als einigendes Band Europas wachzuhalten und zu fördern. Basis dazu war für ihn der Glaube an die „Herrschaft Gottes“ auch über den Staat, wie sie die Barmer Theologische Erklärung 1934 formuliert hatte. Nach dieser Rede sagte er in einem Interview:

„Die Frage ist, wie man das Diabolische entmutigen und auslöschen und das Gesunde und Gute ermutigen kann. Es kann nicht dabei bleiben, dass man die Deutschen allein lässt in ihrer gegenwärtigen Katastrophe. Das wird die Verzweiflung nur vertiefen. Es kann auch nicht bei einer simplen Verdammung der Vergangenheit und der Philosophie der Vergangenheit bleiben. Sondern man muss ihnen ein aktives Vorbild einer besseren Philosophie geben.“

## Kritiker der Vertreibungen
Als einer der ersten britischen Bischöfe widersprach Bell wiederholt öffentlich den Vertreibungen vieler besiegter Deutscher aus früheren deutschen Ostgebieten und damit einhergehendem Unrecht. Im August 1945 schrieb er der britischen Zeitschrift The Spectator dazu einen Leserbrief. Im September 1945 unterschrieb er mit Bertrand Russell und anderen prominenten Briten einen Aufruf des Verlegers Victor Gollancz gegen die Vertreibungen und für Lebensmittelspenden an die hungernden Deutschen, den mehrere Londoner Tageszeitungen veröffentlichten. In einer Predigt protestierte er gegen die Kürzung von Lebensmittelrationen in der britischen Besatzungszone: Diese werde viele Deutsche dem sicheren Hungertod ausliefern. Im Oberhaus erklärte er, die Entwurzelung von Millionen Deutschen aus rassischen Gründen sei unvereinbar mit den Idealen der neu gegründeten UNO. Dies schrieb er dem früheren Leiter des Fluchthilfebüros der BK für Juden Heinrich Grüber.
Am 30. Januar 1946 verurteilte Bell die Vertreibungen der Deutschen im britischen Oberhaus erneut: Sie bedeuteten eine Verweigerung von Menschenrechten und seien kaum von Massendeportationen durch NS-Führer zu unterscheiden, die auch deswegen im Nürnberger Prozess gegen die Hauptkriegsverbrecher angeklagt seien.

## Gegner der Atomrüstung und des Kalten Krieges
In den 1950er Jahren engagierte sich Bell gegen die atomare Aufrüstung und stellte sich wie viele damalige christliche Initiativen gegen den Kalten Krieg. 1955 lernte er durch seine ökumenischen Kontakte noch Giovanni Montini in Mailand kennen, der 1963 als Paul VI. Papst wurde und 1965 das II. Vatikanische Konzil zum Abschluss brachte.

## Die Erinnerung an George Bell

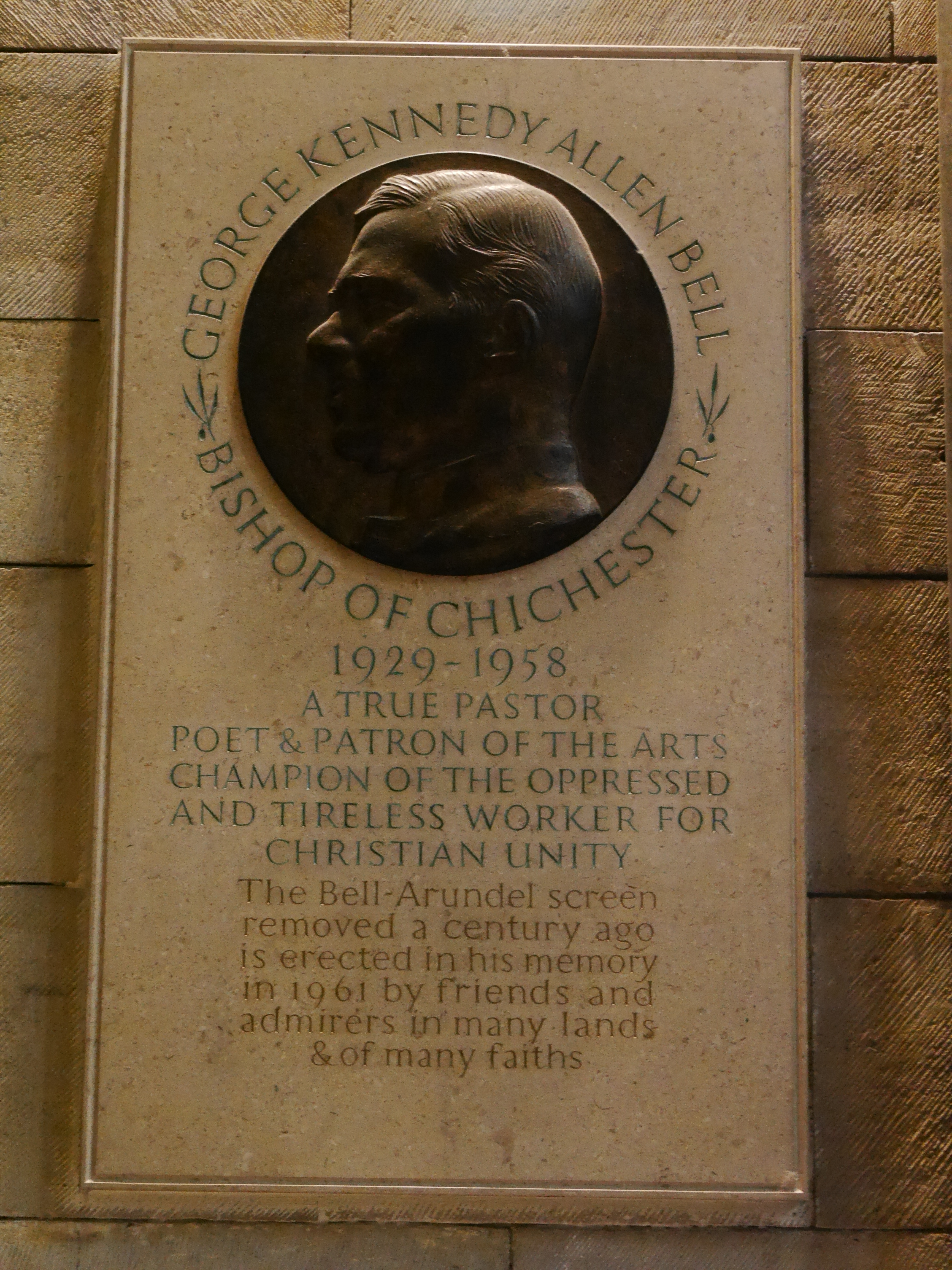
Denkmal für Bell, Chichester Cathedral, im Jahr 1961 eingeweiht

Anders als Dietrich Bonhoeffer in Großbritannien ist George Bell heute in Deutschland kaum noch bekannt. An ihn erinnern fast nur Ökumeniker, akademische Theologen oder pazifistische Kirchengruppen. Wegen seiner frühen Warnungen vor den NS-Verbrechen, seiner Unterstützung des deutschen Widerstands gegen das NS-Regime, seiner Kritik am britischen Bombenkrieg und an den Vertreibungen, seines Eintretens für die Versöhnung mit den Deutschen und eine demokratische Nachkriegsordnung genoss Bell in der frühen Nachkriegszeit vor allem in der Ökumene hohes Ansehen. Er verkörperte das seltene Beispiel eines hohen Kirchenführers, der christlichen Glauben, persönliches Engagement und politische Einflussnahme auch im Krieg glaubwürdig vereinte und diese Haltung auch dann durchhielt, als ihm daraus persönliche Nachteile erwuchsen.
Manche Beobachter nehmen an, dass Bell gerade wegen seiner unbeugsamen Wahrheitsliebe und seines Gerechtigkeitssinns in Deutschland in Vergessenheit geraten ist. Denn er begründete seine Versöhnungsbereitschaft mit den Deutschen mit der Minderheit christlicher und demokratisch gesinnter Widerstandskämpfer und stellte sich damit gegen Versuche einer restaurativen Erneuerung jener autoritären Obrigkeitshörigkeit, die sich gerade im deutschen Protestantismus mit dem Nationalsozialismus arrangiert und zum Versagen der Kirche gegenüber den NS-Verbrechen beigetragen hatte. Bells und Bonhoeffers konspirative Unterstützung der Attentatsversuche gegen Hitler in der Wehrmacht waren der großen Mehrheit in der EKD äußerst unangenehm und suspekt, ebenso seine Vorstellungen einer ökumenisch solidarischen und universalen, ganz den Armen und Verfolgten verpflichteten Kirche als Keimzelle einer erneuerten gesamteuropäischen humanen Werteordnung.
Seine Kritik an den Vertreibungen wie auch seine Opposition zur Atombewaffnung der NATO-Staaten machten ihn nach 1945 wiederum zum Außenseiter in Großbritannien. Nach seinem Tod wurde er ab etwa 1965 auch von der deutschen Linken abgelehnt, nicht zuletzt wegen seiner Kritik der Vertreibung. Die Westdeutsche Studentenbewegung der 1960er Jahre nahm den 1958 verstorbenen Bell bereits nicht mehr wahr.

## Vorwurf des Kindesmissbrauchs
1995 meldete eine Frau der Diozese Chichester unter Bischof Eric Waldram Kemp und 2013 dem Erzbischof von Canterbury Justin Welby, Bell habe sie als Kind in den 1940er Jahren sexuell missbraucht. Die Kirchenleitung ließ ihre Angaben intern prüfen und gab am 22. Oktober 2015 bekannt, unabhängige Experten hätten keine Gründe für Zweifel daran gefunden. Die Frau erhielt eine Entschädigung, und der amtierende Bischof von Chichester Martin Warner entschuldigte sich öffentlich bei ihr. Die Kirchenleitung rief mögliche weitere Missbrauchsopfer Bells auf, sich bei einer Kinderschutzorganisation zu melden, jedoch ohne Resonanz.
Der Vorgang löste eine jahrelange Debatte um Bells Reputation und den Umgang der Kirche mit den Vorwürfen aus. Manche Medien bezeichneten ihn als Pädophilen. Im Februar 2016 schilderte die Frau einer britischen Boulevardzeitung die Übergriffe. Danach lehnte sie weitere Interviews und Stellungnahmen dazu ab. Der Journalist Peter Hitchens forderte, ihre Vorwürfe nicht als bewiesene Fakten zu behandeln. Der frühere Erzbischof George Leonard Carey strebte ihre erneute Prüfung an. Die George Bell Group kritisierte, die Kirchenleitung habe Bells Schuld unzureichend und intransparent geprüft und seine Persönlichkeitsrechte missachtet. Laut dem Historiker und Bell-Biografen Andrew Chandler hatte sie Bells Tagebücher nicht herangezogen und einen noch lebenden Zeugen nicht befragt. Im März 2016 veröffentlichte die Gruppe dazu einen Review.
Die Diozese von Chichester verteidigte ihr Vorgehen: Man habe die Vorwürfe nur zivilrechtlich prüfen können und daher keine zweifelsfreien Beweise dafür verlangt. Man schulde dem Opfer Diskretion und könne die Indizien daher nicht publik machen. Laut Bischof Paul Butler präsentierte die Kirchenleitung die Vorwürfe nicht als Fakten, sondern erwog ihre Wahrscheinlichkeit, da Bell dazu nicht mehr polizeilich befragt werden konnte. Martin Warner kritisierte eine „erschreckende Ignoranz“ der Verteidiger Bells gegenüber dem Leiden der Betroffenen, das das öffentliche Untergraben ihrer Angaben verstärkt habe. Chandler betonte daraufhin, die Kritik betreffe nur das Verfahren der Kirchenleitung.
Im November 2016 beauftragte diese Alex Carlile, Baron Carlile of Berriew, ihr Verfahren seit 1995 unabhängig zu überprüfen. Bis Oktober 2017 stellte Carlile fest, die Prüfer hätten viele Fehler gemacht, einige Spuren nicht verfolgt und seien nicht fair gegenüber beiden Seiten gewesen. Aus verständlichem Bemühen, frühere Missbrauchsfälle aufzuarbeiten, habe die Kirchenleitung in diesem Fall voreilig geurteilt. Diese veröffentlichte den Bericht zwei Monate später und entschuldigte sich für die festgestellten Fehler. Die George Bell Group sah ihre Kritik durch Carlile bestätigt.
Danach erhoben fünf weitere Personen Missbrauchsvorwürfe gegen Bell. Bischof Martin Warner beauftragte den Detektiv Ray Galloway und den Anwalt Timothy Briden, sie gründlich zu prüfen. Im Januar 2019 erklärte Briden, die neuen Vorwürfe seien unbegründet, unzuverlässig bezeugt oder nicht zu erhärten gewesen. Die Angaben der Frau von 1995 wurden nicht erneut geprüft.
Bischof Welby bekräftigte als Ergebnis: Weder könne Bells Schuld bewiesen noch die erste Zeugin diskreditiert werden; ihre Aussagen seien nicht wegzuwischen. Bells herausragende Bedeutung für die Kirchengeschichte des 20. Jahrhunderts bleibe zweifelsfrei bestehen, und sein Vermächtnis müsse bewahrt werden. An der Kathedrale von Canterbury sollte eine Statue für Bell aufgestellt werden. Im November 2021 zog Welby seine frühere Aussage zurück, es liege eine „bedeutende Wolke“ über Bells Ruf.

## Ehrungen
- 1958: Großes Verdienstkreuz mit Stern und Schulterband der Bundesrepublik Deutschland

## Werke
Autor
- The War and the Kingdom of God. London 2015
- A Brief Sketch of the Church of England. Student Christian Movement, London 1929
- Randall Davidson, Archbishop of Canterbury. (1935) 3. Auflage, Oxford 1952
- Christianity and World Order. Penguin, Harmondsworth 1940
- The Background of the Hitler Plot. In: The Contemporary Review. 10. Isbister, London 1945, ISSN 0010-7565
- The Church and Humanity, 1939–1946. Longmans, London 1946
- The Task of the Churches in Germany. Society for Promoting Christian Knowledge (SPCK), London 1947
- Christian Unity. The Anglican Position. Hodder and Stoughton, London 1948
- The Kingship of Christ. The Story of the World Council of Churches. Penguin Books, Harmondsworth 1954, Reprint Greenwood Press, Westport 1979, ISBN 0-313-21121-3. – Deutsche Ausgabe: Die Königsherrschaft Jesu Christi. Die Geschichte des Ökumenischen Rates der Kirchen. Übersetzt von Rudolf Dohrmann. Mit einem Nachtrag über die Entwicklung des Ökumenischen Rates der Kirchen von 1954 bis 1957 von Francis House. Reich, Hamburg-Bergstedt 1960
- Die Kirche und die Widerstandsbewegung. Politisch-historische Vorlesungsreihe der Universität Göttingen. In: Evangelische Theologie, Christian Kaiser, München 1957, Nr. 7, ISSN 0014-3502

Herausgeber
- George Bell, Hans Kramm, John Oldcastle Cobham (Hrsg.): The Significance of the Barmen Declaration for the Oecumenical Church. Society for Promoting Christian Knowledge, London 1943 (Vorwort)

Briefwechsel
- Andreas Lindt (Hrsg.): George Bell – Alphons Koechlin: Briefwechsel 1933–1954. EVZ-Verlag, Zürich 1969
- Eberhard Bethge, Ronald C. D Jasper (Hrsg.): An der Schwelle zum gespaltenen Europa: der Briefwechsel zwischen George Bell und Gerhard Leibholz 1939–1951. Kreuz-Verlag, Stuttgart 1982, ISBN 3-7831-0448-3
- Andrew Chandler, Gerhard Ringshausen (Hrsg.): The George Bell-Gerhard Leibholz Correspondence: In the Long Shadow of the Third Reich, 1938-1958. Bloomsbury, London 2021, ISBN 978-1-350-27095-4
- Andrew Chandler,  Gerhard Ringshausen (Hrsg.): The George Bell-Alphons Koechlin Correspondence: The German Church Struggle in an International Perspective, 1933-1954. Bloomsbury, London 2025, ISBN 978-1-350-45516-0

Reden
- Kirche in der Welt. Reden und Aufsätze des Bischofs von Chichester Dr. George Bell. Übersetzt von Rudolf Weckerling. Wichern-Verlag, Berlin 1948
- Peter Raina (Hrsg.): Bishop George Bell: House of Lords Speeches and Correspondence with Rudolf Hess. Peter Lang, Bern 2009, ISBN 978-3-03911-895-3. – Deutsche Ausgabe: Bischof George Bell – Reden vor dem Oberhaus des Britischen Parlaments und Briefwechsel mit Rudolf Heß. Fenestra-Verlag, Wiesbaden 2012, ISBN 978-3-9813498-5-6